# 주이해
주이해(朱以海, 1618년 7월 6일(음력 5월 15일) ~ 1662년 12월 23일(음력 11월 13일))는 명나라의 황족이자 남명의 비정통 황제(재위:1645년 ~ 1655년)이다. 자(字)는 거천(巨川)이다.
| 전임 명 안종 | 남명의 황제 비정통 1645년 ~ 1655년 | 후임 명 소종 |